# Can Serra (Borrassà)
Can Serra és una casa del municipi de Borrassà (Alt Empordà) inclosa en l'Inventari del Patrimoni Arquitectònic de Catalunya.

## Descripció
És una casa cantonera adossada a altres construccions, situada al carrer que porta cap a la carretera de Creixell. És una casa que ha estat molt modificada i que conserva molt poc de la seva estructura original. La porta d'accés dona al carrer de Baix, i és una porta rectangular, com també ho és la finestra del primer pis. El costat contrari a la façana amb l'accés és la que conserva més bé la seva estructura original, amb dues úniques obertures al mateix nivell i amb carreus de pedra força ben escairats a la cantonada. Tot i això el que més destaca d'aquesta casa és la construcció més moderna, la galeria. Aquesta galeria té com a element més destacat les seves quatre arcades i les esveltes columnetes, encara que només conserven el fust, atès que la base ha desaparegut i ara es troba en obres. Hi ha també dues obertures laterals a banda i banda de l'eixida. A la part baixa, a l'exterior, destaquen dos contraforts que donen lloc a un petit jardí al bell mig. A la part superior de la galeria hi ha un terrat del que es conserven els barrots de la balconada, força simples i típics de l'època. Aquesta peça, l'eixida o galeria, seria un afegitó posterior a la construcció inicial de la casa de la que en forma part.